# Montsenelle
Montsenelle – gmina we Francji, w regionie Normandia, w departamencie Manche. W 2013 roku liczba ludności wynosiła 1383 mieszkańców.
Gmina została utworzona 1 stycznia 2016 roku z połączenia czterech ówczesnych gmin: Coigny, Lithaire, Prétot-Sainte-Suzanne oraz Saint-Jores. Siedzibą gminy została miejscowość Lithaire.